# Şahbey, Sivas
Şahbey là một xã thuộc thành phố Sivas, tỉnh Sivas, Thổ Nhĩ Kỳ. Dân số thời điểm năm 2011 là 47 người.
Các thành phố, thị trấn và địa điểm gần Şahbey bao gồm Tepeonu, Memedik, Seyfik và Yassıcabel. Các thành phố lớn gần nhất bao gồm Sivas, Kayseri, Malatya và Samsu.